# Clubiona kasurensis
Clubiona kasurensis este o specie de păianjeni din genul Clubiona, familia Clubionidae, descrisă de Mukhtar și Mushtaq în anul 2005.
Este endemică în Pakistan. Conform Catalogue of Life specia Clubiona kasurensis nu are subspecii cunoscute.